# Подсахарска Африка
Подсахарска Африка или супсахарска Африка (неправилно потсахарска или субсахарска Африка) подручје је у Африци које се налази јужно од Сахаре, а користи се за означавање земаља Африке које се не сматрају делом северне или неких подручја западне Африке. У Европи и Америци током 19. века, подсахарска Африка је била позната као Црна Африка или Тамна Африка, делом због расе урођеничких насељеника, а делом због великог дела који западњаци нису у потпуности картирали или истражили (Африка је понекад у целости била означена као Црни континент). Ти су термини данас застарели, и често су се сматрали увредљивима.